# هنر زیستی
هنر زیستی یا بیوآرت (به انگلیسی: BioArt) یک هنر عملی است که در آن انسان با بافت و باکتریهای موجودات زنده و استفاده از فرایندهای زندگی به خلق اثر هنری می پردازد. این فعالیت با استفاده علمی از فرایندهایی مانند بیوتکنولوژی (از جمله فناوری های مانند مهندسی ژنتیک ، کشت بافت و شبیه سازی) و تولید در آزمایشگاه ها خلق شده و در استدیو و گالری‌های هنری به نمایش در می آیند.
دامنه هنر زیستی توسط برخی از هنرمندان به شدت محدود به "فرم" است در حالی که هنرمندان دیگر آن را شامل  استفاده از تصاویر معاصر، پزشکی و تحقیقات بیولوژیکی در نظر گرفته اند.

## جنجال

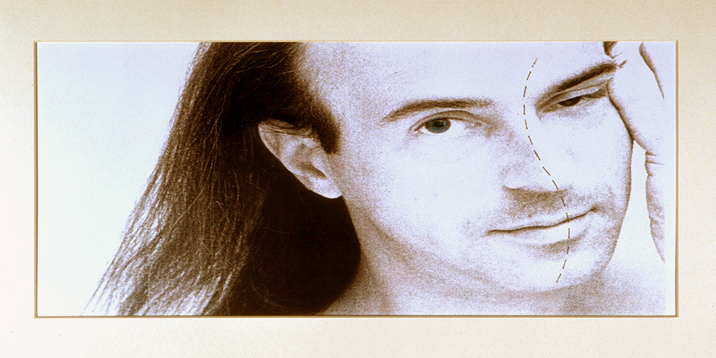
Self Portre یین - یانگ (1988) شباهت بین دستکاری تصویر و شبیه سازی

هنر زیستی از نظر فقدان پایبندی به اصول اخلاقی مورد توجه قرار گرفته است.  یواس‌ای تودی گزارش داد که گروه های مدافع حقوق حیوانات، Kac و دیگران را متهم به استفاده ناعادلانه  از حیوانات کرد. استفاده از فناوری های تراریخته و بافت کشت برای منافع شخصی از نظر اخلاقی مورد توجه است. 